# Kurt Beck (Schauspieler)
Kurt Beck (* 10. März 1926 in Karlsbad; † August 1993 im Bodensee) war ein deutscher Schauspieler, Theaterregisseur und Hörspielsprecher.

## Leben
Kurt Beck absolvierte von 1948 bis 1949 seine schauspielerische Ausbildung an der Otto-Falckenberg-Schule in München. Ab 1950 war er für sieben Jahre an den Bühnen der Stadt Köln engagiert, danach folgte eine bis 1968 dauernde Verpflichtung an das Schauspielhaus Zürich, an welches er in den Folgejahren noch zweimal zurückkehrte. In der Spielzeit 1969/70 gastierte Beck am Theater Basel, in den 1970er Jahren war er häufig an deutschen Bühnen zu sehen, so am Hamburger Thalia Theater und am Schauspielhaus Düsseldorf. Von 1980 bis 1988 spielte er am Wiener Burgtheater, gastweise trat er darüber hinaus am Theater in der Josefstadt und am Berliner Renaissance-Theater auf.
Wichtige und bekannte Rollen Becks waren in Köln der Sarti in Leben des Galilei von Bertolt Brecht, in Zürich der Schweizerkas in Mutter Courage und ihre Kinder (ebenfalls Brecht) und der Sekretär Wurm in Friedrich Schillers Kabale und Liebe. Außerdem spielte Beck in den Uraufführungen von Max Frischs Drama Andorra und Friedrich Dürrenmatts Stück Herkules und der Stall des Augias. In Basel war Beck in der Titelrolle von Georg Büchners Woyzeck zu sehen, in Hamburg unter anderem 1970 in Die Ehe des Herrn Mississippi von Dürrenmatt sowie 1972 in Henrik Ibsens Volksfeind oder Drei Schwestern von Anton Tschechow.
Kurt Beck arbeitete auch als Regisseur und inszenierte beispielsweise 1966 in Zürich die Schweizer Erstaufführung des Stückes Tango von Sławomir Mrożek und in Basel Harold Pinters Hausmeister und Im Dickicht der Städte von Bertolt Brecht.
1961 gab Beck sein Debüt vor der Kamera, spielte in einigen Kriminalfilmen wie Die Nylonschlinge und Ein Sarg aus Hongkong, ab den 1970er Jahren auch gelegentlich in Serien wie Der Kommissar, Ein Fall für Männdli oder dem Tatort. Insbesondere in den 1950er und den 1960er Jahren war Beck darüber hinaus umfangreich als Hörspielsprecher beschäftigt.
Als Alfred Ill in Dürrenmatts Der Besuch der alten Dame spielte Kurt Beck 1993 seine letzte Rolle in einer Inszenierung des Tourneetheaters Greve. Im August desselben Jahres schied er im Bodensee freiwillig aus dem Leben.

## Filmografie
- 1961: Der Kreidekreis
- 1961: Auf der Suche nach Glück
- 1961: Wenn Männer Schlange stehen (Chikita)
- 1962: Bluthochzeit
- 1962: Egmont
- 1963: Die Nylonschlinge
- 1963: Eine Dummheit macht auch der Gescheiteste
- 1964: Tim Frazer – Der Fall Salinger
- 1964: Die Verbrecher
- 1964: Ein Sarg aus Hongkong
- 1964: Andorra
- 1966: Gaspar Varros Recht
- 1968: Der Meteor
- 1968: Die Konvention Belzebir
- 1970: Friede den Hütten! Krieg den Palästen!
- 1971: Der Kommissar – Die andere Seite der Straße
- 1971: Das Messer
- 1973: Ein Fall für Männdli – Kalkuliertes Risiko
- 1973: Ein Schweizer wie bestellt
- 1976: Pariser Geschichten
- 1976: Aus nichtigem Anlaß
- 1978: Die seltsamen Begegnungen des Prof. Tarantoga
- 1984: Der Androjäger – Die Brille im Nacken
- 1985: Tatort – Fahrerflucht
- 1986: Tatort – Der Tod des Tänzers
- 1986: Mord am Pool
- 1986–1988: Der Leihopa (8 Folgen als Emmerich Novak)
- 1989: Achterloo IV

## Hörspiele (Auswahl)
- 1950: Mein Faust (1. Teil) – Autor: Paul Ambroise Valéry – Regie: Anton Krilla und Wilhelm Semmelroth
- 1951: Hiob – Autor: Joseph Roth – Regie: Edward Rothe
- 1951: An der Mosel auf den blauen Schieferleyen – Autor: Stefan Andres – Regie: Raoul Wolfgang Schnell
- 1952: Das Leben Harry Lime’s (6. Folge) – Autor: Arlen Riley – Regie: Raoul Wolfgang Schnell
- 1952: Jeden Morgen wird es morgen – Autor: Alfred Erich Sistig – Regie: Eduard Hermann
- 1952: Der arme Mensch – ein Weg aus Fehltritten und Unvermeidlichkeiten – Autor: Miguel de Unamuno – Regie: Raoul Wolfgang Schnell
- 1952: Faust – Autor: Johann Wolfgang von Goethe – Regie: Wilhelm Semmelroth
- 1952: Das Wasser steigt – Autor: Alexander Spoerl – Regie: Raoul Wolfgang Schnell
- 1952: Ich habe ein schönes Schloß – Autor: Georges Neveux – Regie: Ludwig Cremer
- 1952: Nebeneinander – Autoren: Georg Kaiser und Hans Rothe – Regie: Wilhelm Semmelroth
- 1952: Flandrischer Herbst – Autorin: Elisabeth Langgässer – Regie: Ludwig Cremer
- 1952: Arizona Charlys Junge – Autor: Bengt Berg – Regie: Kurt Meister
- 1953: Ich wollte mich rächen – Autor: Rudolf Oswald Diehl – Regie: Ludwig Cremer
- 1953: Wem gehört der Peter? (6. und 7. Teil) – Autor: Otto Ambros – Regie: Kurt Meister
- 1953: Wählt das Leben – Autor: Otto Heinrich Kühner – Regie: Raoul Wolfgang Schnell
- 1953: Das Alibi – Autor: James M. Cain – Regie: Franz Zimmermann
- 1953: Merlin – Autor: Karl Leberecht Immermann – Regie: Wilhelm Semmelroth
- 1953: Absender Bessie Wall – Autor: Hellmut H. Führing – Regie: Raoul Wolfgang Schnell
- 1953: Kampf gegen den Tod (6. Folge) – Autor: Peter Lotar – Regie: Ludwig Cremer
- 1953: Armer schwarzer Teufel – Autor: Paul Schallück – Regie: Raoul Wolfgang Schnell
- 1953: Der Traum vom Glanz der Welt – Autor: Wilhelm Hauff – Regie: Ludwig Cremer
- 1953: Ich kannte die Stimme – Autor: Wilhelm Wehmeyer – Regie: Franz Zimmermann
- 1953: Die Nase – Autor: Nikolaj Gogol – Regie: Raoul Wolfgang Schnell
- 1954: Der Turm – Autor: Hugo von Hofmannsthal – Regie: Ludwig Cremer
- 1954: Herr Joner spielt mit uns – Autor und Regie: Franz Zimmermann
- 1954: Liebe ist auch manchmal nützlich – Autor: Heinz Ulrich – Regie: Raoul Wolfgang Schnell
- 1954: Der Durchbruch – Autor: Bruno Gluchowski – Regie: Eduard Hermann
- 1954: Die Kraft und die Herrlichkeit – Autor: Graham Greene – Regie: Wilhelm Semmelroth
- 1954: Gesetz der Wildnis – Autor: Joachim W. Reifenrath – Regie: Raoul Wolfgang Schnell
- 1955: Der Geheimagent – Autor: Joseph Conrad – Regie: Ludwig Cremer
- 1955: Das ist nicht meine Schuld – Autor: Robert Louis Stevenson – Regie: Raoul Wolfgang Schnell
- 1955: Der Ausflug – Autor: Arnold Krieger – Regie: Wilhelm Semmelroth
- 1956: Flug über die Grenze – Autor: Dieter Hassenstein – Regie: Fritz Peter Vary
- 1956: So weit die Füße tragen – Autor: Josef Martin Bauer – Regie: Franz Zimmermann
- 1956: Licht in der Mansarde – Autor: Bruno Wellenkamp – Regie: Friedhelm Ortmann
- 1956: Unterm Birnbaum – Autor: Theodor Fontane – Regie: Wolfgang Spier
- 1956: Kellerassel – Autor: Fritz Raab – Regie: Ludwig Cremer
- 1956: Der Weg ist dunkel – Autor: Paolo Levi – Regie: Friedhelm Ortmann
- 1957: Das Attentat – Autor: Graham Greene – Regie: Ludwig Cremer
- 1957: Der Roßdieb zu Fünsing – Autor: Hans Sachs – Regie: Otto Kurth
- 1957: Siraudin und der Maigret – Autor: Henry Camille Bordeaux – Regie: Otto Kurth
- 1958: Alexander in Athen – Autor: Franz Essel – Regie: Raoul Wolfgang Schnell
- 1958: In einem anderen Land – Autor: Ernest Hemingway – Regie: Edward Rothe
- 1958: Der gute Gott von Manhattan – Autorin: Ingeborg Bachmann – Regie: Gert Westphal
- 1959: Santa Cruz – Autor: Max Frisch – Regie: Friedhelm Ortmann
- 1961: Tartarin von Tarascon – Autor: Alphonse Daudet – Regie: Raoul Wolfgang Schnell
- 1961: Und die Hunde schweigen – Autor: Aimé Césaire – Regie: Gert Westphal
- 1961: Ungeduld des Herzens – Autor: Stefan Zweig – Regie: Gert Westphal
- 1961: Es geschah in … (Folge: Der Herr Bezirksrichter) – Autor: Josef Martin Bauer – Regie: Edward Rothe
- 1961: Ein verlorener Brief – Autor: Ion Luca Caragiale – Regie: Otto Kurth
- 1961: Der große Augenblick – Autor: Vojislav Kuzmanovic – Regie: Edward Rothe
- 1962: Andorra – Autor: Max Frisch – Regie: Kurt Hirschfeld
- 1962: Der Tod des James Dean – Autor: Alfred Andersch – Regie: Gert Westphal
- 1962: Spiel im Morgengrauen – Autor: Arthur Schnitzler – Regie: Willi Trenk-Trebitsch
- 1962: Der konfuse Zauberer oder Treue und Flatterhaftigkeit – Autor: Johann Nestroy – Regie: Willi Trenk-Trebitsch
- 1962: Wang und der Mandarin – Autor: Albert Bosper – Regie: Theodor Steiner
- 1963: Orangen vor ihrem Fenster – Autor: Jürg Federspiel – Regie: Kurt Hirschfeld
- 1964: Strand der Fremden – Autor: John Reeves – Regie: Gert Westphal
- 1966: Nachtfahrt – Autor: Gerhard Fritsch – Regie: Gert Westphal
- 1982: Freitags Mord – Autor: Benjamin Kuras – Regie: Otto Düben
- 1983: Yvonne, die Prinzessin von Burgund – Autor: Witold Gombrowicz – Regie: Ferry Bauer